# Hoa Thiên Cốt
Hoa Thiên Cốt (tiếng Trung: 花千骨; bính âm: Huā qiān gǔ; tiếng Anh: The Journey of Flower) là bộ phim truyền hình Trung Quốc, được chuyển thể từ tiểu thuyết cùng tên của tác giả Fresh Quả Quả. Bộ phim khởi quay vào ngày 6 tháng 5 năm 2014, đến ngày 15 tháng 9 năm 2014 hoàn thành. Phim chính thức phát sóng từ ngày 9 tháng 6 năm 2015 vào khung giờ Kim Cương (22h) trên kênh truyền hình Hồ Nam. Mặc dù chiếu trong khung giờ khuya (22h - 24h) nhưng bộ phim chuyển thể Hoa Thiên Cốt đã chứng tỏ mình với vị trí đứng đầu bảng xếp hạng rating những phim chiếu cùng thời điểm trên các kênh truyền hình tại Trung Quốc. Tại Việt Nam, phim được mua bản quyền và phát sóng trên kênh HTV3 lúc 21h bắt đầu từ ngày 15 tháng 12 năm 2015.

## Nội dung
Trên thế gian, đứng đầu là thần, mang theo sức mạnh sáng thế, vạn năm khó gặp. Câu chuyện bắt đầu tại một thôn làng nhỏ tại Thục quốc tên Hoa Liên. 16 năm trước, có một ngôi sao chổi sa xuống ngôi nhà gỗ của Hoa tú tài ngay lúc phu nhân hạ sinh một bé gái. Thục Sơn chưởng môn lúc ấy là Thanh Hư đạo trưởng phát hiện dị tượng đã tức tốc đến thôn Hoa Liên, chứng kiến một mùi hương lạ vởn khắp nơi, hoa cỏ đang nở rộ bỗng chốc héo tàn hết thảy, lại thấy Hoa phu nhân vì khó sinh mà mất, đoán được vận mệnh đáng sợ của đứa bé mới ra đời bèn lập kết giới quanh nhà Hoa tú tài ngăn yêu ma vì mùi hương mà ám hại đứa trẻ, đặt tên đứa trẻ là Hoa Thiên Cốt, đồng thời dặn Hoa tú tài sau này khi nàng 16 tuổi thì cho lên Thục Sơn bái sư học nghệ.
16 năm trôi qua, Hoa Thiên Cốt lớn lên trong sự ghẻ lạnh của dân làng, thậm chí khi cha nàng lâm bệnh nặng sắp chết, dân làng đòi phóng hỏa thiêu rụi cả hai cha con. Trường Lưu thượng tiên Bạch Tử Họa trong thời gian thử thách kế nhiệm chức chưởng môn đã xuất hiện trước Hoa Thiên Cốt với thân phận Mặc Băng, đã giúp nàng vượt qua nỗi đau mất cha rồi bỏ đi không từ biệt. Thể theo lời dặn của cha và mong muốn gặp lại Mặc đại ca, Hoa Thiên Cốt lên đường đến Thục Sơn bái sư học nghệ. Trên đường đi, nàng làm quen với chàng thư sinh Đông Phương Úc Khanh thông kim bác cổ và có được một con linh trùng cực kì đáng yêu tên là Đường Bảo. Với sự giúp đỡ của Dị Hủ Quân, nàng cuối cùng cũng đến được Thục Sơn để rồi chứng kiến cảnh tượng cả môn phái bị tàn sát. Thanh Hư đạo trưởng trước lúc lâm chung trao lại cung vũ, ấn tín chưởng môn và bí tịch lại cho Hoa Thiên Cốt, dặn dò nàng đi tìm Trường Lưu thượng tiên Bạch Tử Họa để thông báo một trong Thập phương thần khí là Thuyên Thiên Luyện đã bị Thất Sát điện cướp đi. Trải bao khó khăn gian khổ, Hoa Thiên Cốt cũng gặp được Bạch Tử Họa và cố gắng thi đỗ vào Trường Lưu Sơn, trở thành đệ tử Trường Lưu, quen biết thêm nhiều người bạn mới như Nghê Mạn Thiên, Khinh Thủy, Sóc Phong, Lạc Thập Nhất, Mạnh Huyền Lãng,...
Trong thời gian Hoa Thiên Cốt học tập tại Trường Lưu Sơn, đại đệ tử của Thục Sơn là Vân Ẩn đã xin Bạch Tử Họa cho phép nàng về Thục Sơn nhậm chức chưởng môn, vực dậy môn phái. Được Tôn thượng tặng cho Đoạn Niệm kiếm và chỉ dạy thuật ngự kiếm, Vân Ẩn hướng dẫn Thục Sơn kiếm pháp, Đông Phương Úc Khanh giúp đỡ về sách lược, Hoa Thiên Cốt đã thống lĩnh Thục Sơn tiến hành đại lễ, chống lại sự phá hoại của Thất Sát và phản đồ Vân Ế, ngoài ra còn quen biết với Sát Thiên Mạch, Thánh quân của Thất Sát điện. Sau khi trở về, Hoa Thiên Cốt tham gia Tiên Kiếm đại hội, vào đến trận cuối cùng với Nghê Mạn Thiên. Dù thua cuộc, nàng vẫn được Bạch Tử Họa nhận làm đồ đệ, trao cung linh, chính thức trở thành đệ tử của chưởng môn, sống với Bạch Tử Họa tại Tuyệt tình điện. Điều này mang lại niềm vui lớn cho Hoa Thiên Cốt, đồng thời lại khiến cho Nghê Mạn Thiên trở mặt thành thù với nàng, gây ra nhiều tai họa sau này.
Những ngày tháng sống cùng với Bạch Tử Họa là khoảng thời gian đẹp nhất đời Hoa Thiên Cốt. Ngày ngày luyện kiếm, đánh đàn, nấu cơm, chơi đùa, vui vẻ bên sư phụ đã khiến cho Tiểu Cốt dần nảy sinh tình yêu với Bạch Tử Họa. Cho đến sau trận chiến Thái Bạch Sơn, trước lời buộc tội của Tử Huân thượng tiên, nàng mới nhận ra mình đã động tình với sư phụ. Tiểu Cốt cố gắng giấu đi sự thực tàn nhẫn này khiến cho Bạch Tử Họa lo lắng, bèn đưa nàng đi ngao du sơn thủy để nàng bình tâm trở lại. Trong cuộc hành trình này, Hoa Thiên Cốt biết được ân nhân Mặc Băng mà mình bấy lâu tìm kiếm là sư phụ mình, đồng thời còn biết được bản thân chính là sinh tử kiếp của Bạch Tử Họa.
Tử Huân lúc này đã trở thành đọa tiên vì chấp niệm quá sâu với Bạch Tử Họa, đã câu kết với Thất Sát cướp Bốc Nguyên đỉnh, tạo ảo cảnh để giết Hoa Thiên Cốt. Vì cứu Tiểu Cốt, Bạch Tử Họa liều mình, sau đó trúng độc của Bốc Nguyên đỉnh mà không có thuốc giải, chất độc ăn mòn đến mức máu của Hoa Thiên Cốt chỉ có thể tạm thời xua đi độc tính. Biết được thần khí Viêm Thủy ngọc đang mất tích có thể giải độc cho sư phụ, Hoa Thiên Cốt lén lên đường cùng Sóc Phong thu thập Thập phương thần khí. Trên đường đi, Hoa Thiên Cốt bị vu oan cho cái chết của Bồng Lai chưởng môn Nghê Thiên Trượng, cha của Nghê Mạn Thiên, khiến cho Nghê Mạn Thiên trở thành kẻ thù không đội trời chung với Hoa Thiên Cốt. Đến khi tập hợp đủ Thập phương thần khí, Sóc Phong biến mất, trở về làm một mảnh của Viêm Thủy ngọc. Sau khi giải độc cho Bạch Tử Họa, vì nôn nóng cứu Sóc Phong, Hoa Thiên Cốt bị Thiền Xuân Thu lừa giải phong ấn cuối cùng, thả Yêu Thần xuất thế. Đồng thời, ngay lúc này, nàng cũng biết được mình chính là hậu nhân của nữ Oa - vị thần cuối cùng trên thế giới. Để cứu vãn tình hình, nàng nhảy vào khư động, gặp Nam Huyền Nguyệt, nuôi dạy thằng bé cho đến khi bị Bạch Tử Họa xông vào, vô tình nhận được Hồng hoang chi lực rồi bị bắt về Trường Lưu Sơn xét xử.
Trở về Trường Lưu Sơn, Hoa Thiên Cốt bị Tam Tôn tra hỏi về việc tại sao lại tập hợp Thập phương thần khí, thả Yêu thần. Đông Phương Úc Khanh dùng thuật chú của Dị Hủ các, điều khiển nàng để nàng nói ra mình làm là để cứu sư phụ, nhưng nàng khống chế được và tự cắn đứt lưỡi mình để không phải nói ra. Nàng bị phạt phải lên Tru Tiên trụ chịu 81 Tiêu Hồn đinh. Tuy nhiên, nàng chỉ phải chịu 17 Tiêu Hồn đinh, nhưng đồng thời bị chính sư phụ mình đâm 101 nhát Đoạn Niệm kiếm lên người. Bạch Tử Họa ra lệnh đem giam nàng vào tiên lao, nhưng lại chịu nhận thay nàng 64 Tiêu Hồn đinh còn lại. Trong tiên lao, Hoa Thiên Cốt bị Nghê Mạn Thiên hắt nước Tuyệt Tình trì lên người để chứng tỏ với Thế tôn rằng nàng yêu sư phụ mình, vì vậy nàng bị đày ra Man hoang. Tại đây, nàng gặp Trúc Nhiễm - con trai Thế tôn, là một tội đồ của Trường Lưu cũng bị đày ra Man hoang, mang lòng thù hận cực lớn với Thế tôn vì đã giết chết mẹ mình.
Sát Thiên Mạch sau khi biết tin Hoa Thiên Cốt bị đày ra Man hoang, liền cùng Đông Phương Úc Khanh đi cứu nàng. Tuy rằng hai người đã giải cứu được Hoa Thiên Cốt và cả những người cũng bị giam trong đó ra, nhưng Sát Thiên Mạch bị hủy hoại dung nhan, chìm vào giấc ngủ vĩnh viễn. Hoa Thiên Cốt cùng Đông Phương Úc Khanh lên Trường Lưu giải cứu Nam Huyền Nguyệt, tuy nhiên họ bị phát hiện. Thế tôn liền xuất chưởng giết chết nàng, tuy nhiên Đông Phương Úc Khanh lại nhận thay nàng chưởng đó mà chết. Trước khi chết, Đông Phương nói cho nàng biết mình chính là Các chủ Dị Hủ các Dị Hủ Quân, lâu nay thực ra chỉ lợi dụng cô, nhưng hắn lại không nghĩ rằng chính mình sẽ phải lòng nàng. Bạch Tử Họa đem Hoa Thiên Cốt giam lỏng ở Vân cung, chỉ cho U Nhược - đệ tử đời thứ 128 của Trường Lưu, cũng là đệ tử của Hoa Thiên Cốt do Bạch Tử Họa nhận thay - được vào thăm mỗi ngày một lần. U Nhược được Hoa Thiên Cốt hằng ngày dạy kiếm pháp.
Đường Bảo vì việc Hoa Thiên Cốt mất tích mà đau buồn, Lạc Thập Nhất liền đưa con bé đi tìm. Khi tìm ra, họ liền đi báo cho Mạnh Huyền Lãng và Khinh Thủy, nhưng không may Nghê Mạn Thiên biết được, liền đi theo. Nghê Mạn Thiên giết chết Đường Bảo, Hoa Thiên Cốt vô cùng phẫn nộ, liền hóa thành Yêu thần. Lạc Thập Nhất do không chịu nổi việc Đường Bảo chết, cộng thêm yêu lực bộc phát của Hoa Thiên Cốt mà chết. Khinh Thủy quá uất ức, liền nặng lời với Hoa Thiên Cốt và phát điên, lang thang khắp nơi, sau đó được Mạnh Huyền Lãng đón về chăm sóc. Hoa Thiên Cốt bắt Nghê Mạn Thiên và Thế tôn Ma Nghiêm đi, Bạch Tử Họa dùng bản thân mình đánh đổi lấy hai người. Nghê Mạn Thiên trong lúc lấy đi Hồng hoang chi lực từ người Hoa Thiên Cốt đã tử vong. Hoa Thiên Cốt thì biết được Bạch Tử Họa cũng yêu mình nhờ vết sẹo trên cánh tay do nước Tuyệt Tình trì hắt vào, nhưng Bạch Tử Họa thà cắt vết sẹo đó đi chứ không thừa nhận mình yêu nàng. Hoa Thiên Cốt tuyệt vọng, tạo ảo cảnh mình đang tàn sát cả phái Trường Lưu để Bạch Tử Họa dùng Mẫn Sinh kiếm kết liễu mình. Ma Nghiêm hối hận khi trông thấy cảnh Bạch Tử Họa phát điên vì Hoa Thiên Cốt, liền dùng mạng sống của mình để hồi sinh Hoa Thiên Cốt, sau đó, nàng sống cùng sư phụ cho dù bị mất hết ký ức lúc trước.

## Phân vai

### Nhân vật chính
| Diễn viên     | Vai diễn                                                 | Giới thiệu nhân vật |
| ------------- | -------------------------------------------------------- | --- |
| Hoắc Kiến Hoa | Bạch Tử Họa / Mặc Băng (白子画/墨冰 Bai Zihua / Mo Bing) | Trường Lưu Sơn Nhị đệ tử => Trường Lưu Sơn thượng tiên => Trưởng Lưu Sơn Chưởng môn (Tôn thượng). Trường Lưu thượng tiên cao cao tại thượng, chưởng môn Trường Lưu Sơn, chấp chưởng Tuyệt Tình điện, dẫu biết Hoa Thiên Cốt là sinh tử kiếp của mình vẫn không trốn tránh, lại còn nhận nàng làm đồ đệ. Suốt cả đời không phụ Lục giới, không phụ chúng sinh, không phụ Trường Lưu, chỉ phụ người mình yêu (Hoa Thiên Cốt) và phụ chính bản thân mình. |
| Triệu Lệ Dĩnh | Hoa Thiên Cốt / Yêu Thần (花千骨 Hua Qiangu)             | Thôn nữ => Thục Sơn Chưởng môn => Trường Lưu Sơn đệ tử => Trường Lưu Sơn Chưởng môn đệ tử => Yêu Thần => Tôn Thượng đệ tử. Vị thần cuối cùng của thế gian, từ khi mới sinh đã sở hữu thần mệnh, lại mang số mạng thiên sát cô tinh, trăm năm khó gặp. Trải qua bao cực khổ để thành đồ đệ của Bạch Tử Họa, lại vì yêu người, muốn giải độc cho người mà tập hợp Thập phương thần khí, vô tình thả Yêu Thần xuất thế, tình cờ có được Hồng hoang chi lực. Chịu 17 Tiêu Hồn đinh, 101 nhát Đoạn Niệm kiếm, bị hắt nước Tuyệt Tình trì, lưu đày ra Man hoang vẫn nhất quyết yêu Bạch Tử Họa và chịu mọi đau khổ về mình. Sau này bị bức đến đường cùng thành Yêu Thần và biết Bạch Tử Họa yêu mình, nàng đã khiến người tự tay dùng Mẫn Sinh kiếm kết liễu nàng nhưng nhờ Ma Nghiêm đánh đổi mạng sống cứu lại linh hồn, nàng sống lại bên Bạch Tử Họa dù mất hết ký ức. |

### Nhân vật phụ

#### Thất Sát phái
| Diễn viên            | Vai diễn                                 | Giới thiệu nhân vật |
| -------------------- | ---------------------------------------- | --- |
| Mã Khả               | Sát Thiên Mạch (杀阡陌 Sha Qianmo)       | Thất Sát phái Thánh quân đệ nhị. Thánh quân của Thất Sát phái, kẻ thù của Tiên giới. Sở hữu nhan sắc độc nhất vô nhị, là Lục giới đệ nhất mỹ, lại có tính cách tùy hứng, tự luyến nặng, coi nhan sắc còn quan trọng hơn cả mạng sống của bản thân. Bị Hoa Thiên Cốt tưởng nhầm là nữ nhi, lại thấy cô bé rất giống muội muội của mình nên đem lòng yêu thương, dù ban đầu coi nàng như Lưu Hạ nhưng sau này yêu nàng thật lòng. Khi Hoa Thiên Cốt bị đày ra Man hoang, Sát Thiên Mạch liều lĩnh hi sinh cả nhan sắc của mình để cứu nhóc con, cuối cùng chìm vào giấc ngủ vĩnh viễn. |
| Trịnh Nghiệp Thành   | Nam Huyền Nguyệt (南弦月 Nan Xianyue)    | Thất Sát phái Thánh quân đệ nhất => Đại phu. Thánh quân đời trước của Thất Sát, được Hoa Thiên Cốt nuôi lớn nên trở thành một đứa bé quá hiền lành, ngây thơ. Khi biết về tội lỗi của mình, cậu chấp nhận nghe theo lời của Hoa Thiên Cốt, cố gắng đền tội. Sau này, được Bạch Tử Họa cứu sống, cậu xuống nhân gian làm đại phu cứu độ chúng sinh, chuộc lại lỗi lầm kiếp trước. |
| Nguyễn Vỹ Tinh       | Thiền Xuân Thu (单春秋 Shan Chunqiu)     | Thất Sát phái Hộ pháp. Thuộc hạ trung thành của Sát Thiên Mạch, Hộ pháp của Thất Sát phái, mong muốn thu thập đủ Thập phương thần khí cho Thánh quân để người xưng bá thiên hạ. Về sau bị Sát Thiên Mạch phát hiện hắn dùng Hành Thi Đơ (để Sát Thiên Mạch quên đi kí ức về Lưu Hạ) thì bị trục xuất khỏi Thất Sát |
| Vương Tu Trạch       | Khoáng Dã Thiên (旷野天 Kuang Yetian)    | Thất Sát phái Hộ pháp thuộc hạ. Thủ hạ của Thiền Xuân Thu, giỏi chế tạo thủ công và bày trận pháp. Bị Ma Nghiêm giết chết khi Sát Thiên Mạch tìm cách giải cứu Hoa Thiên Cốt ra khỏi Man hoang. |
| Đỗ Triết Vũ (杜哲宇) | Doãn Thượng Phiêu (尹上漂 Yin Shangpiao) | Thất Sát phái thuộc hạ. Gián điệp của Thất Sát trà trộn vào Trường Lưu, bị Nghê Mạn Thiên giết khi thân phận bị Hoa Thiên Cốt vạch trần. |

#### Trường Lưu sơn
| Diễn viên         | Vai diễn                                                  | Giới thiệu nhân vật |
| ----------------- | --------------------------------------------------------- | --- |
| Tưởng Nhất Minh   | Ma Nghiêm / Thế Tôn (摩严/世尊 Mo Yan/ Shi Zun)           | Trưởng Lưu Sơn Đại đệ tử => Thế Tôn => Trường Lưu Sơn Chưởng môn. Sư huynh của Bạch Tử Họa, chấp chưởng Tham Lam điện, sư phụ của Lạc Thập Nhất, trông coi mọi việc lớn nhỏ của Trường Lưu Sơn. Vì Trường Lưu và sư đệ mà không ngần ngại làm những chuyện tàn bạo, hãm hại Hoa Thiên Cốt. Nhưng sau trận chiến cuối cùng, chứng kiến cái chết của Hoa Thiên Cốt và sự đau đớn đến điên loạn của Bạch Tử Họa, ông ta hối hận và dùng sinh mạng của mình để hồi sinh Hoa Thiên Cốt. |
| Miêu Trì          | Sênh Tiêu Mặc / Nho Tôn (笙箫默/儒尊 Sheng Xiaomo/Ru Zun) | Trường Lưu Sơn Tam đệ tử => Nho Tôn => Trường Lưu Sơn Chưởng môn. Sư đệ của Ma Nghiêm và Bạch Tử Họa, chấp chưởng Tiêu Hồn điện. Tính tình vui vẻ, hòa nhã, hay đứng ra hòa giải cho Ma Nghiêm, lại thường tâm sự với Bạch Tử Họa, đôi lần giúp đỡ Hoa Thiên Cốt. Về sau cuộc sống vô cùng an nhàn, làm chưởng môn Trường Lưu. sống cùng hai đồ đệ đến cuối đời, kể ra là người có cái kết đẹp nhất trong phim. Có lẽ vì tính tình hào sảng, không tranh giành, không chấp niệm.   |
| Đổng Xuân Huy     | Lạc Thập Nhất (落十一 Luo Shiyi)                          | Trường Lưu Sơn Nhị đệ tử => Trường Lưu Sơn Đại đệ tử. Đồ đệ của Ma Nghiêm, sư phụ của Nghê Mạn Thiên. Rất yêu Đường Bảo nên luôn chiều chuộng con bé, càng khoét sâu mối thù của Nghê Mạn Thiên với Hoa Thiên Cốt. Khi Đường Bảo chết, Lạc Thập Nhất vì quá đau buồn và không chịu nổi yêu lực bộc phát của Hoa Thiên Cốt mà chết. |
| Giang Minh Dương  | Sóc Phong (朔风 Shuo Feng)                                | Viêm Thủy Ngọc mảnh vỡ hóa hình => Trường Lưu Sơn đệ tử. Vốn là một mảnh của thần khí Viêm Thủy Ngọc hóa thành người, lên Trường Lưu tu luyện, cùng là đệ tử của Lạc Thập Nhất với Nghê Mạn Thiên. Khi Hoa Thiên Cốt lên đường tìm thần khí đã đi theo giúp nàng giải phong ấn, đến khi giải hết tất cả thì cũng tan biến, quay trở về các thần khí. Có tình cảm với Nghê Mạn Thiên, luôn ở bên cạnh giúp đỡ cô                                                                    |
| Cung Chính Nam    | Trúc Nhiễm (竹染 Zhu Ran)                                 | Trường Lưu Sơn Đại đệ tử => Trường Lưu Sơn phản đồ => Thất Sát phái Thuộc hạ. Phản đồ của Trường Lưu Sơn, từng là đại đệ tử của Trường Lưu, đệ tử của Ma Nghiêm, còn là con trai của ông ta với một yêu nữ của Thất Sát. Hắn vì tham vọng của mình đã âm mưu tập hợp thần khí, phản bội lại Lưu Hạ, khiến nàng ôm hận mà tự sát. Trúc Nhiễm phải chịu hình phạt từ nước ao Tham Lam, bị đày ra Man hoang, sau nhờ Hoa Thiên Cốt thoát ra khỏi man hoang, trả thù Lục giới.         |
| Trương Chính Ngôn | Hỏa Tịch (火夕 Huo Xi)                                    | Trường Lưu Sơn đệ tử => Nho Tôn đệ tử => Trường Lưu Sơn Chưởng môn đệ tử. Đệ tử của Nho Tôn, bạn của Hoa Thiên Cốt. Yêu Vũ Thanh La. |
| Lục Kỷ Y          | Vũ Thanh La (舞青萝 Wu Qingluo)                           | Trường Lưu Sơn đệ tử => Nho Tôn đệ tử => Trường Lưu Sơn Chưởng môn đệ tử. Cũng là đệ tử của Nho Tôn, bạn của Hoa Thiên Cốt. Yêu Hỏa Tịch. |
| Lục Tử Nghệ       | U Nhược (幽若 You Ruo)                                    | Trường Lưu Sơn đệ tử => Yêu Thần đệ tử. Đồ đệ đời thứ 128 của Trường Lưu, tức là đệ tử của Hoa Thiên Cốt. Dù biết Hoa Thiên Cốt là tội nhân của Lục giới vẫn nhất quyết trở thành đệ tử của nàng. Mãi đến khi Hoa Thiên Cốt bị giam lỏng ở Vân Cung, con bé mới được nàng nhận làm đồ đệ và truyền thụ kiếm pháp. |
| Lý Thiên          | Lưu Hạ (琉夏 Liu Xia)                                     | Thất Sát phái Thánh quân đệ nhị muội muội. Từ nhỏ đã thích các loại đàn, xâm nhập vào Trường Lưu cũng chỉ vì muốn chơi thử Lưu Quang cầm là đệ nhất cầm trong thiên hạ. Yêu Trúc Nhiễm nên bị hắn lợi dụng để gây sức ép lên Sát Thiên Mạch, quá phẫn uất nên nàng ôm hận mà tự sát. |
| An Duyệt Khê      | Đường Bảo (糖宝 Tang Bao)                                 | Linh trùng của Hoa Thiên Cốt. Dược sinh ra từ nước mắt phượng hoàng và máu của Hoa Thiên Cốt, nên coi nàng là mẹ, lại coi Đông Phương Úc Khanh là cha. Là người thân thiết nhất của Hoa Thiên Cốt, thế nên khi con bé bị Nghê Mạn Thiên giết, Hoa Thiên Cốt đã tuyệt vọng tột cùng đến mức trở thành Yêu Thần. |

#### Thục Sơn phái
| Diễn viên      | Vai diễn              | Giới thiệu nhân vật |
| -------------- | --------------------- | --- |
| Cao Hải (高海) | Vân Ẩn (云隐 Yun Yin) | Thục Sơn Đại đệ tử => Thục Sơn Chưởng môn. Hết lòng vì môn phái, tính tình hòa nhã, nghiêm cẩn. Luôn trung thành với chưởng môn Hoa Thiên Cốt, còn hỗ trợ nàng trong việc quản lý Thục Sơn. |
| Cao Giang      | Vân Ế (云翳 Yun Yi)   | Thục Sơn đệ tử => Thục Sơn phản đồ => Thất Sát phái Thuộc hạ. Phản đồ của Thục Sơn, cấu kết với Thất Sát diệt môn khi Vân Ẩn đi vắng. Hắn hận Vân Ẩn vì hai người là anh em song sinh nhưng chỉ có Vân Ẩn được sống công khai còn hắn phải trở thành cái bóng bảo vệ anh mình. Cuối cùng, khi mọi chuyện sáng tỏ, Vân Ế xông vào Mẫn Sinh kiếm tuốt trần mà tự sát. |

#### Ngũ Tiên
| Diễn viên       | Vai diễn                      | Giới thiệu nhân vật |
| --------------- | ----------------------------- | --- |
| Tưởng Hân       | Hạ Tử Huân (夏紫熏 Xia Zixun) | Thất Sát phái thuộc ha => Thượng tiên => Đọa tiên. Tử Huân thượng tiên, chưởng quản mọi mùi hương của Lục giới, là một trong Ngũ đại thượng tiên, yêu say đắm Bạch Tử Họa. Khi biết Hoa Thiên Cốt là sinh tử kiếp của Bạch Tử Họa, nàng ra sức ngăn cản hai người, nhiều lần toan tính giết Hoa Thiên Cốt để trừ hậu họa, vì vậy đã trúng kế của Dị Hủ Quân, hại Đàn Phàn chết, bản thân thì trở thành đọa tiên. Chính nàng cũng vô tình khiến Bạch Tử Họa trúng độc Bốc Nguyên đỉnh, khiến Hoa Thiên Cốt phạm phải tội lỗi tày đình. Sau này, vì chữa thương cho Bạch Tử Họa mà chết. |
| Dương Thước     | Đàn Phàn (檀凡 Tan Fan)       | Thượng tiên. Một trong Ngũ tiên, yêu đơn phương Hạ Tử Huân nên giận Bạch Tử Họa. Sau khi Tử Huân trúng kế của Dị Hủ Các, vì cứu nàng ta mà Đàn Phàn dồn hết sinh mạng của mình. Cái chết của Đàn Phàn là nguyên nhân trực tiếp khiến Tử Huân trở thành đọa tiên. |
| Tằng Hồng Sướng | Vô Cấu (无垢 Wu Gou)          | Liên Thành thành chủ => Thượng tiên. Cũng là một trong Ngũ tiên, thành chủ của Liên Thành. Biết Vân Nha là sinh tử kiếp của mình nên đã đuổi cô ta đi, vô tình gây nên cái chết của Vân Nha, bản thân mình thì trở nên điên loạn, tàn sát những kẻ vô ý hại chết Vân Nha. Cuối cùng, khi không thể giết được Hoa Thiên Cốt thì tự sát. |
| Tiễn Vịnh Thần  | Đông Hoa (东华 Dong Hua)      | Trường Lưu Sơn đệ tử => Thượng tiên => Dị Hủ Các Hộ pháp. Một trong Ngũ tiên, năm xưa lỡ tay giết Dị Hủ Quân đời trước là cha của Đông Phương Úc Khanh nên sám hối, trở thành con rối của hắn. |

#### Dị Hủ Các
| Diễn viên        | Vai diễn                                                                         | Giới thiệu nhân vật |
| ---------------- | -------------------------------------------------------------------------------- | --- |
| Trương Đan Phong | Đông Phương Úc Khanh / Dị Hủ Quân (东方彧卿/异朽君 Dongfang Yuqing / Yi Xiu Jun) | Dị Hủ Các các chủ. Phong lưu ngạo mạn, không gì không biết, tường tận mọi việc trên Lục giới như lòng bàn tay. Năm xưa mang nặng mối thù với Bạch Tử Họa nên đã sắp xếp cho Hoa Thiên Cốt - sinh tử kiếp của Bạch Tử Họa - lên Trường Lưu Sơn, vô tình thực hiện kế hoạch của hắn, thúc đẩy số mệnh nghiệt ngã không thể tránh khỏi của nàng. Dù là người mưu mô thâm hiểm, tính hết đường đi nước bước, biết trước tương lai, nhưng lại không tính được chính mình lại phải lòng Hoa Thiên Cốt, biết mệnh mỏng lại chấp nhận đổi thêm 5 năm kiếp sau để có thêm 1 năm ở kiếp này bên cạnh Hoa Thiên Cốt, cuối cùng nhận thay nàng một chưởng mà chết. |
| Lý Trình         | Lục Sáo (绿鞘 Lu Qiao)                                                           | Dị Hủ Các các chủ Thủ vệ. Thủ vệ của Dị Hủ Quân, chịu trách nhiệm truyền đạt thông tin của Dị Hủ Các cho "khách hàng", sau này chết khi cùng Hoa Thiên Cốt tìm thần khí theo lệnh Đông Phương Úc Khanh. |

#### Bồng Lai đảo
| Diễn viên | Vai diễn                           | Giới thiệu nhân vật |
| --------- | ---------------------------------- | --- |
| Lý Thuần  | Nghê Mạn Thiên (霓漫天 Ni Mantian) | Thiếu chủ Bồng Lai Đảo => Trường Lưu Sơn đệ tử => Bồng Lai Đảo Chưởng môn. Con gái Nghê Thiên Trượng, thiếu chủ Bồng Lai đảo. Là bạn thân của Hoa Thiên Cốt, nhưng vì ghen tức trước việc một kẻ phàm nhân tầm thường lại là chưởng môn một phái, còn trở thành đệ tử của Tôn thượng, ả dần trở mặt thành thù với nàng. Chính ả đã trộm khăn tay của Hoa Thiên Cốt, uy hiếp nàng trong Đại hội Tiên Kiếm, cũng là kẻ hắt nước Tuyệt Tình trì lên người nàng, hại nàng bị đày ra Man hoang. Sau này, Nghê Mạn Thiên giết chết Đường Bảo, ép Hoa Thiên Cốt hóa thành Yêu Thần, luyện cấm thuật hút sức mạnh của Yêu Thần mà tự sát. |

#### Thục Quốc
| Diễn viên   | Vai diễn                                | Giới thiệu nhân vật |
| ----------- | --------------------------------------- | --- |
| Từ Hải Kiều | Mạnh Huyền Lãng (孟玄郎 Meng Xuanlang)  | Thục quốc Nhị hoàng tử => Trường Lưu Sơn đệ tử => Thục quốc Hoàng đế. Hoàng đế Thục quốc, từng có thời gian lên Trường Lưu tu luyện. Thầm yêu Hoa Thiên Cốt nên hay ganh đua với Đại học sĩ Đông Phương Úc Khanh, lại từ chối tình cảm của Khinh Thủy. Sau này, Hoa Thiên Cốt hóa thành Yêu Thần, Khinh Thủy phát điên, Mạnh Huyền Lãng đi tìm Khinh Thủy và chăm sóc nàng đến già. |
| Khang Lỗi   | Mạnh Huyền Thông (孟玄聪 Meng Xuancong) | Thục quốc Đại hoàng tử. Hoàng huynh của Mạnh Huyền Lãng, vì không được phụ hoàng truyền ngôi đã gây ra chính biến, cướp ngôi em mình. Sau đó, bị Thiền Xuân Thu giết chết khi đang dùng Mẫn Sinh kiếm giao tranh với Mạnh Huyền Lãng. |

#### Chu Quốc
| Diễn viên    | Vai diễn                    | Giới thiệu nhân vật |
| ------------ | --------------------------- | --- |
| Bảo Thiên Kỳ | Khinh Thủy (轻水 Qing Shui) | Chu quốc Quận chúa => Trường Lưu Sơn đệ tử. Quận chúa Chu quốc, láng giềng của Thục quốc. Khi lên Trường Lưu đã giấu kín thân phận của mình, là bạn thân của Hoa Thiên Cốt. Yêu Mạnh Huyền Lãng nên đã rời Trường Lưu theo người đến tận Hoàng cung. Khi Đường Bảo bị giết, Khinh Thủy vì quá uất ức nên đã nặng lời với Hoa Thiên Cốt, vô ý ép nàng thành Yêu Thần, còn bản thân phát điên, lang thang khắp nơi cho đến khi gặp lại Mạnh Huyền Lãng. |

### Nhân vật khác
| Diễn viên  | Vai diễn              | Giới thiệu nhân vật |
| ---------- | --------------------- | --- |
| Tôn Ca Lộ' | Vân Nha (云牙 Yun Ya) | Thôn nữ => Liên Thành Thành chủ hầu nữ. Sinh tử kiếp của Vô Cấu, được người tha tội và cưu mang nên dần nảy sinh tình cảm. Bị Vô Cấu đuổi đi, cô đau khổ đi trộm bảo vật để rồi bị ngộ sát. |

## Bài hát trong phim
| Tên bài hát                                                                   | Tác giả                                  | Ca sĩ                       |
| ----------------------------------------------------------------------------- | ---------------------------------------- | --------------------------- |
| 不可说 (Not To Mention - Không Thể Nói) - nhạc kết                            | Nhạc:麥振鴻 Lời: fresh果果、饒俊、錢麗娟 | Hoắc Kiến Hoa Triệu Lệ Dĩnh |
| 心之火 (Fire of the Heart - Tâm Chi Hỏa)                                      | F.I.R                                    | F.I.R và Bành Giai Tuệ      |
| 千古 (Eternity - Thiên Cổ)                                                    | 許嵩                                     | A Lan                       |
| 地老天荒 (To the age of earth and the extent of heaven - Địa Lão Thiên Hoang) | 汪穎                                     | Trương Đan Phong            |
| 年轮 (Annual Ring - Niên Luân)                                                | 汪蘇瀧                                   | Trương Bích Thần            |
| 是夜 (Night Time - Thị Dạ)                                                    | Nhạc:毛方圆 Lời: 毛方圆、甘世佳          | Mao Phương Viên             |
| 戀人心 (Luyến Nhân Tâm)                                                       | 張超 (Trương Siêu)                       | 魏新雨(Ngụy Tân Vũ)         |
| 疤痕 (Nhạc nền phim)                                                          | 麥振鴻                                   |                             |
| 癡顏 (Nhạc nền phim)                                                          | 麥振鴻                                   |                             |

## Rating CSM50
| Tập        | Ngày phát sóng | Rating | Thị phần | Xếp hạng |
| ---------- | -------------- | ------ | -------- | -------- |
| 1-2        | 09/06/2015     | 1.009  | 6.028    | 1        |
| 3-4        | 10/06/2015     | 0.989  | 6.101    | 1        |
| 5-6        | 16/06/2015     | 1.371  | 7.983    | 1        |
| 7-8        | 17/06/2015     | 1.345  | 8.039    | 1        |
| 9-10       | 23/06/2015     | 1.573  | 8.988    | 1        |
| 11-12      | 24/06/2015     | 1.599  | 9.09     | 1        |
| 13-14      | 30/06/2015     | 1.741  | 9.98     | 1        |
| 15-16      | 01/07/2015     | 2.01   | 11.225   | 1        |
| 17-18      | 05/07/2015     | 1.753  | 8.771    | 1        |
| 19-20      | 06/07/2015     | 2.148  | 11.543   | 1        |
| 21-22      | 12/07/2015     | 2.208  | 11.103   | 1        |
| 23-24      | 13/07/2015     | 2.255  | 12.939   | 1        |
| 25-26      | 19/07/2015     | 2.013  | 10.272   | 1        |
| 27-28      | 20/07/2015     | 2.413  | 13.057   | 1        |
| 29-30      | 25/07/2015     | 1.996  | 10.093   | 1        |
| 31-32      | 26/07/2015     | 2.071  | 10.364   | 1        |
| 33-34      | 27/07/2015     | 2.194  | 11.879   | 1        |
| 35-36      | 02/08/2015     | 2.138  | 10.226   | 1        |
| 37-38      | 03/08/2015     | 2.438  | 12.779   | 1        |
| 39-40      | 09/08/2015     | 2.212  | 10.257   | 1        |
| 41-42      | 10/08/2015     | 2.584  | 12.76    | 1        |
| 43-44      | 16/08/2015     | 2.777  | 13.56    | 1        |
| 45-46      | 17/08/2015     | 3.109  | 15.705   | 1        |
| 47-48      | 23/08/2015     | 2.92   | 13.842   | 1        |
| 49-50      | 24/08/2015     | 3.034  | 16.058   | 1        |
| 51-52      | 30/08/2015     | 2.684  | 13.687   | 1        |
| 53-54      | 31/08/2015     | 2.672  | 14.819   | 1        |
| 55-56      | 06/09/2015     | 2.241  | 11.189   | 1        |
| 57-58      | 07/09/2015     | 2.784  | 15.628   | 1        |
| Trung bình | Trung bình     | 2.123  |          | 1        |

## Giải thưởng
- Giải "Diễn viên truyền hình được hoan nghênh": Hoắc Kiến Hoa - Đêm hội iQiyi 2016
- Giải "Diễn viên truyền hình được hoan nghênh": Triệu Lệ Dĩnh - Đêm hội iQiyi 2016
- Giải "Nhạc phim hay nhất năm": Niên luân - Uông Tô Lang - đêm hội iQiyi 2016
- Giải "Phim truyền hình hay nhất năm": Hoa Thiên Cốt - Đêm hội iQiyi 2016
- Giải "Nhân vật có sức ảnh hưởng của năm": Hoắc Kiến Hoa - "Tuần báo Trung Hoa" tổ chức
- Giải "Hoa sen vàng'' Nữ diễn viên truyền hình xuất sắc nhất: Triệu Lệ Dĩnh - LHP điện ảnh truyền hình quốc tế Macau lần thứ 6
- Giải "Diễn viên được hoan nghênh nhất": Hoắc Kiến Hoa - Quốc Kịch Thịnh Điển 2015 (Liên hoan phim truyền hình Trung Quốc)
- Giải "Vai diễn được khán giả yêu thích nhất": Hoắc Kiến Hoa với vai diễn Bạch Tử Họa - Quốc Kịch Thịnh Điển 2015 (Liên hoan phim truyền hình Trung Quốc)
- Giải "'Diễn viên thu hút người xem nhất": Triệu Lệ Dĩnh - Quốc Kịch Thịnh Điển 2015 (Liên hoan phim truyền hình Trung Quốc)
- Giải "Nam diễn viên mới đuơc yêu thích nhất": Mã Khả - Quốc Kịch Thịnh Điển 2015 (Liên hoan phim truyền hình Trung Quốc)
- Giải  ''Nhân vật Cống hiến đặc biệt của năm'' : Triệu Lệ Dĩnh - Quốc Kịch Thịnh Điển 2015 (Liên hoan phim truyền hình Trung Quốc)
- Giải  "Nữ diễn viên được công chúng yêu thích nhất": Triệu Lệ Dĩnh - Giải thưởng truyền hình Kim Ưng Trung Quốc lần thứ 28 (Thị Hậu Kim Ưng)